# Габдрахманов, Абрар Хакович
Абрар Хакович Габдрахманов (баш. Абрар Хаҡ улы Ғабдрахманов; 1 января 1935 года — 15 октября 2013 года) — советский композитор. Народный артист Республики Башкортостан (1995). Член Союза композиторов (1981).

## Биография
Габдрахманов Абрар Хакович родился 1 января 1935 года в деревне Наурузово Учалинского района БАССР.
В 1965 году окончил Уфимское училище искусств (класс Р. В. Сальманова), в 1973 году — Уфимский институт искусств (класс З. Г. Исмагилова).
Работал с 1961 по 1968 год преподавателем музыкальной школы № 8 в г. Уфе, в 1973—1978 годах — музыкальным редактором Государственного комитета БАССР по телевидению и радиовещанию.
Записал на Башкирского радио передачи цикла «С большой любовью к народной музыке», автором и ведущим которых он являлся. В передачах записаны беседы с башкирскими композиторами К. Рахимовым, З. Исмагиловым, Х. Ахметовым, Р. Муртазиным и другими об их отношении к музыкально-поэтическому наследию родного народа, о методах работы с фольклором и др.

## Произведения
Симфонические картины «Йәмле Яйык буйҙары» (1972; «Прекрасные долины Урал-реки»), симфонические сюиты «Башҡорт бейеүҙәре» (1980; «Башкирские танцы»), сюиты «Бейеү ритмдары» (1976; «Танцевальные ритмы») для 2 скрипок и флейты.
Сонаты № 2 для скрипки и флейты (1988), цикл пьес для скрипки и флейты «Башҡорт моңдары» (1992; «Башкирские напевы»).
Концерт для колоратурного сопрано и симфонического оркестра (1977), кантаты «Мәңгелек яралар» (1972; «Вечные раны») на стихи Р. А. Сафина, «Тыуған ерем — моңло йырым» (1979; «Родная земля — песня моя») на стихи А. Игебаева и З. А. Султанова;
Вокальные циклы «Ер улы — Ил улы» (1986; «Сын земли — сын Родины») на стихи Х. Гиляжева, «Туған тел» (1989; «Родной язык») на стихи Р. Я. Гарипова, «Шағир» (1998; «Поэт») на стихи Н. Наджми.
Песни и романсы: «Ағиҙел» («Агидель») на стихи В. А. Янбекова, «Аҙашҡанһың, кәкүк» («Заблудилась, кукушка») на стихи З. А. Ахметзяновой, «Күңелемдә — һөйөү һағышы» («В душе — грусть любви») на стихи З. Н. Алтынбаевой, «Төштәрҙә генә булһа ла» («Хотя бы во сне») на стихи З. С. Кутлугильдиной, «Туған моңдар» («Родные напевы») на стихи Р. Т. Бикбаева и другие.
Обработки для хора a cappella («Сибай», «Туман», «Уйыл», «Шаура» и др.).
Детская опера «Серая шейка» (1987, либретто Г. А. Зайцева по сказке Д. Н. Мамина-Сибиряка).

## Награды и звания
- Народный артист Республики Башкортостан (1995)
- Заслуженный деятель искусств Башкирской АССР (1985)